# بازی بیزی
بازی بیزی بازی‌ای است که حداقل یکی از بازیکنان بازی در مورد برخی از ویژگی‌های بازی که بر روی تصمیم‌گیری وی مؤثّر است اطّلاعات کاملی ندارد. یکی از فروض ضمنی مفهوم تعادل نش این است که هر بازیکن ترجیحات سایر بازیکنان را به درستی می‌داند در حالی که در بسیاری از مواقع بازیکنان اطّلاعات کاملی در مورد خصوصیات بازیکنان دیگر ندارند. برای مثال در مذاکرات بین‌المللی طرفین ارزشی که طرف مقابل برای موضوعات مورد مذاکره قائل است نمی‌دانند، شرکت‌ها در بازار اطّلاعات کاملی از وضعیت رقبای اقتصادی خود ندارند، در جنگ‌ها کشورها از توان نظامی دشمنان خود به‌طور کامل آگاهی ندارند.

## بازی اطّلاعات ناقص
در نظریه بازی‌ها، به بازی‌ای که در آن برخی از بازیکنان در مورد منفعت(Payoff) بازیکنان اطّلاعی ندارند بازی اطّلاعات ناقص گفته می‌شود. بسیاری از بازی‌های مورد توجّه حدّاقل تاحدّی نقص اطّلاعاتی دارند. فرض اطّلاعات کامل در مورد بازی‌ها معمولاً یک فرض برای ساده‌سازی است که البتّه برای برخی کاربردها فرض قابل قبولی است.

هارسانی(۱۹۶۸–۱۹۶۷) راهی را برای مدل کردن بازی‌های اطّلاعات ناقص ارائه می‌دهد که در آن طبیعت نیز به عنوان یک بازیگر به بازی اضافه شده و پیش از حرکت بازیکنان نوع آن‌ها را مشخّص می‌کند. با این تغییر، اطّلاعات ناقص در مورد منفعت بازیکنان به اطّلاعات ناقص در مورد حرکت طبیعت در انتخاب نوع بازیکنان تبدیل می‌شود. این تبدیل کمک خواهد کرد تا با روش‌های مرسوم این نوع بازی‌ها نیز مدلسازی شوند. تعادل بیزی هارسانی همان تعادل نش بازی‌های اطّلاعات ناقص است.

## نوع بازیکن
نوع یک بازیکن، تمام اطّلاعات خصوصی بازیکن را که بر روی تصمیم‌گیری وی تأثیر می‌گذارد را در بر می‌گیرد. این اطّلاعات می‌تواند علاوه بر تابع منفعت آن بازیکن، شامل اعتقاد او در مورد تابع منفعت سایر بازیکنان، اعتقاد او در مورد اعتقاد سایرین در مورد تابع منفعت او (و به همین ترتیب) باشد. هارسانی فرض کرد که نوع هر بازیکن از یک تابع توزیع مشترک پیروی می‌کند که نوع هر بازیکن را مشخص می‌کند. به زبان ریاضی، نوع بازیکن i، {\displaystyle \theta _{i}} است که اگر I بازیکن در بازی وجود داشته باشند احتمال این که بازیکن ۱ تا I به ترتیب نوع {\displaystyle \theta _{1}} تا {\displaystyle \theta _{I}} را داشته باشند با {\displaystyle p(\theta _{1},...,\theta _{I})} نشان می‌دهیم که نوع بازیکن i از فضای {\displaystyle \Theta _{i}} انتخاب می‌شود.

## استراتژی بازیکن در بازی بیزی
استراتژی بازیکن در بازی بیزی به این صورت است که به‌صورت پیشینی یعنی قبل از آن‌که طبیعت نوع بازیکن را مشخّص کند تصمیم می‌گیرد که به ازای هر نوع ممکن، چه عملی(action) انجام دهد. انتخاب استراتژی به ازای هر نوع می‌تواند از فضای استراتژی‌های خالص یا مخلوط انتخاب شود. به زبان ریاضی استراتژی فرد i به صورت {\displaystyle \sigma _{i}(\theta )\forall \theta \in \Theta _{i}} مشخّص می‌شود.

## بیان یک بازی بیزی
یک بازی بیزی به این صورت بیان می‌شود که فضای تمام نوع‌های بازیکنان {\displaystyle \Theta _{i}} و تابع توزیع احتمال مشترک بر روی آن {\displaystyle p(\theta _{1},...,\theta _{I})} مشخّص می‌شود. فضای تمام استراتژی‌های ممکن برای بازیکنان {\displaystyle \sigma _{i}(\theta )} نیز مشخص می‌شود. در انتها به ازای هر نوع بازیکنان و هر استراتژی انتخاب شده توسّط آنان تابع منفت هر بازیکن {\displaystyle u_{i}(\sigma _{1},..,\sigma _{I},\theta _{1},...,\theta _{I})} مشخّص می‌شود. تمامی اطّلاعات موارد گفته شده برای بازیکنان دانسته شده‌است، علاوه بر این هر بازیکن از نوع خود نیز اطّلاع دارد.

## تعادل بیزی
در تعادل بیزی، استراتژی‌ای توسّط هر بازیکن انتخاب می‌شود که اگر سایرین استراتژی تعادلی خود را بازی کنند، امید ریاضی منفعت او را بیشینه می‌کند. به بیان ریاضی {\displaystyle \sigma ^{*}} یک تعادل بیزی است اگر به ازای همهٔ بازیکن‌ها داشته باشیم:

{\displaystyle \sigma _{i}^{*}(\theta _{i})\in {\begin{array}{c}argmax\\\sigma _{i}\end{array}}\{{\underset {\theta _{-i}}{\Sigma }}p(\theta _{-i}|\theta _{i})u_{i}(\sigma _{i},\sigma _{-i}^{*}(\theta _{-i}),\theta _{i},\theta _{-i})\}\forall \theta _{i}\in \Theta _{i}}

## علامت‌دهی
یکی از کاربردهای بازی‌های بیزی در مواقعی است که بازیکنان سعی می‌کنند با رفتار خود به بازیکنان دیگر در مورد نوع خود علامت دهند. بازار بیمهٔ اتومبیل را در نظر بگیرید، شرکت‌های بیمه در مورد احتمال تصادف از سوی مشتریان خود اطّلاعی ندارند. در این بازار هم به نفع مشتریان محتاط است که خود را از مشتریان بی‌احتیاط جدا کنند تا هزینهٔ کم‌تری بابت حق بیمهٔ خود بپردازند، هم به نفع شرکت بیمه است تا با جدا کردن مشتریان محتاط از مشتریان بی‌احتیاط سود خود را افزایش دهد.

حال فرض کنید شرکت بیمه با ارائهٔ بسته‌های متفاوت سعی در جدا کردن مشتریان خود کنند و از طرفی مشتریان نیز با رفتار خود سعی در فرستادن علامت به شرکت بیمه کنند آن‌گاه مشتریان بیمهٔ اتومبیل از هم تفکیک می‌شوند. در واقع بازیکنان با استراتژی‌هایی که انتخاب می‌کنند سعی در حل مشکل نبودن اطّلاعات کامل می‌کنند.

در بازار کار نیز نیروهایی که به دنبال یافتن شغل هستند سعی می‌کنند سیگنال‌های مختلفی از توانایی خود به کارفرما بفرستند تا خودشان را از سایر نیروها متمایز کنند. در مذاکرات بین‌المللی بر سر مسائل مورد مناقشه معمولاً کشورها با روش‌های مختلف سعی در علامت‌دهی به کشور دیگر می‌کنند تا باور آن کشور در مورد نوع خود را تحت تأثیر قرار دهند.

در بازی‌های علامت‌دهی معمولاً یک رهبر (فرستندهٔ علامت) و یک پیرو (گیرندهٔ علامت) وجود دارد. بازیکن پیرو در مورد نوع بازیکن رهبر اطّلاعات کاملی ندارد امّا بازیکن رهبر با فرستادن علائمی سعی در متقاعد کردن پیرو در مورد نوع خود می‌کند. معمولاً برای سادگی فرض می‌شود نوع بازیکن پیرو مشخّص است و در مورد وی اطّلاعات کامل در بازی جریان دارد.

## چند مثال

### رقابت کورنو با اطّلاعات ناقص
یک انحصار دو جانبه با رقابت مقداری(رقابت کورنو) را در نظر بگیرید، منفعت هر بنگاه به شکل {\displaystyle u_{i}=q_{i}(\theta _{i}-q_{i}-q_{j})} خواهد بود که {\displaystyle \theta _{i}} اختلاف بین حجم بازار و هزینهٔ تولید ۱ واحد برای تولید کنندهٔ i است. هر دو رقیب می‌دانند که {\displaystyle \theta _{1}=1} امّا بنگاه ۲ نوع خود را می‌داند، در حالی که بنگاه ۱ اعتقاد دارد بنگاه ۲ با احتمال ۰٫۵ کم بهره‌ور ({\displaystyle \theta _{2}={\frac {3}{4}}}) و با احتمال ۰٫۵ بهره‌ور ({\displaystyle \theta _{2}={\frac {5}{4}}}) است. این دو بنگاه به‌طور همزمان میزان تولید خود را مشخّص می‌کنند. در تعادل بیزی تولید بنگاه ۱ {\displaystyle q_{1}={\frac {1}{3}}} و تولید بنگاه ۲ در حالتی که بهره‌ور باشد {\displaystyle q_{2}={\frac {11}{24}}} و اگر کم‌بهره‌ور باشد {\displaystyle q_{2}={\frac {5}{24}}} خواهد بود.

### ارائه کردن یک کالای عمومی تحت اطّلاعات ناقص
مسئلهٔ عرضهٔ کالای عمومی همواره با چالش سواری مجانی توسّط بازیکنان همراه است. هر بازیکن از مصرف کالای عمومی منفعت کسب می‌کند ولی ترجیح می‌دهد دیگران هزینهٔ ارائهٔ کالای عمومی را بپردازند. صورت‌بندی‌های مختلفی از مسئلهٔ ارائهٔ کالای عمومی وجود دارد امّا در این‌جا مسئله آن‌طور بیان می‌شود که پالفری و رزنتال بیان کردند.

در این بازی ۲ شخص به‌طور همزمان تصمیم می‌گیرند که در ارائهٔ کالای عمومی مشارکت کنند یا خیر. هر بازیکن از ارائهٔ کالای عمومی ۱ واحد منفعت کسب می‌کند ولی اگر آن فرد در ارائهٔ کالای عمومی مشارکت کند باید هزینهٔ این مشارکت را پرداخت کند. اگر حداقل یک نفر در تولید کالای عمومی مشارکت کند کالا تولید می‌شود ولی اگر هیچ‌کس در تولید کالا مشارکت نکند کالا تولید نخواهد شد. جدول روبرو منفعت هر بازیکن را به ازای خروجی‌های متفاوت بازی، نشان می‌دهد. 
منفعت هر بازیکن از ارائه‌شدن کالای عمومی(۱ واحد) برای هر دو بازیکن دانسته شده‌است ولی هر بازیکن تنها هزینهٔ خود برای مشارکت در ارائهٔ کالای عمومی را می‌داند و از هزینهٔ مشارکت بازیکن دیگر اطّلاع ندارد. هزینهٔ مشارکت هر بازیکن نوع آن بازیکن را مشخّص می‌کند که قبل از شروع بازی توسّط طبیعت انتخاب می‌شود. هزینهٔ هز بازیکن در این مسئله نوع آن بازیکن است. فرض می‌کنیم طبیعت نوع بازیکنان را با استفاده از تابع توزیع تجمعی P روی بازهٔ {\displaystyle [{\bar {c}},{\underline {c}}]} مشخص می‌کند. این تابع برای هر بازیکن دانسته شده‌است. پس به زبان ریاضی:
- نوع هز بازیکن از بازهٔ بسته و پیوستهٔ {\displaystyle [{\bar {c}},{\underline {c}}]} توسّط طبیعت انتخاب می‌گردد.
- تابع توزیع تجمّعی که تحت آن نوع هر بازیکن به‌طور متستقل انتخاب می‌شود {\displaystyle P(.)} است.
- {\displaystyle c_{i}} نوع بازیکن i را مشخّص می‌کند.
- استراتژی خالص بازیکنان در این بازی تابع {\displaystyle s_{i}(c_{i})} از {\displaystyle [{\bar {c}},{\underline {c}}]} به {\displaystyle \{0,1\}} است که ۰ به معنای مشارکت نکردن و ۱ به معنای مشارکت کردن است.
- منفعت هر بازیکن برابر با {\displaystyle u_{i}(s_{i},s_{j},c_{i})=max(s_{1},s_{2})-c_{i}s_{i}} است.

می‌توان نشان داد که تعادل بیزی این بازی به این صورت است که هر بازیکن اگر هزینهٔ مشارکتش از مقدار مشخصی بیش‌تر بود در تولید کالای عمومی مشارکت نکند و در غیر این صورت در ارائهٔ آن مشارکت کند. این مقدار مرزی برای فرد i باید در رابطهٔ {\displaystyle c_{i}^{*}=1-P(c_{j}^{*})} صدق کند.